# مد داگ و گلوری
مد داگ و گلوری (انگلیسی: Mad Dog and Glory) فیلمی در ژانر جنایی و کمدی-درام به کارگردانی جان مک‌ناتن است که در سال ۱۹۹۳ منتشر شد. در این فیلم رابرت دنیرو، بیل مری و اوما تورمن به ایفای نقش پرداخته‌اند.

## بازیگران
- رابرت دنیرو - وین «مد داگ» دوبی
- اوما تورمن - گلوری
- بیل مری - فرانک مایلو
- دیوید کاروسو - مایک
- مایک استار - هارولد
- کتی بیکر - لی

## داستان
وین دوبی، عکاس خجالتی صحنه جنایت در اداره پلیس شیکاگو، سال‌هاست بدون حتی کشیدن اسلحه مشغول به کار است. همکارانش به شوخی او را «سگ وحشی» صدا می‌زنند. طی یک سرقت در فروشگاه، وین جان فرانک میلو، گانگستر معروف را نجات می‌دهد. میلو به نشانه تشکر، او را به مهمانی در کلابش دعوت می‌کند. آنجا پیشخدمتی به نام گلوری تصادفاً قهوه داغ روی دست وین می‌ریزد. میلو به عنوان هدیه، گلوری را برای یک هفته در اختیار وین می‌گذارد.
وین متوجه می‌شود گلوری می‌خواهد بدهی‌اش را پرداخت کند تا از میلو رها شود. بعد از شروع دشوار رابطه، این دو با وجود اختلاف سنی عاشق هم می‌شوند. وقتی وین از گلوری می‌خواهد با او زندگی کند، میلو که خود را مالک گلوری می‌داند مخالفت می‌کند. میلو نوچه‌اش هارولد را می‌فرستد تا گلوری را بازگرداند، اما مایک، همکار وین، هارولد را کتک می‌زند. میلو شرط می‌گذارد: وین باید چهل هزار دلار بپردازد تا گلوری آزاد شود.
گلوری پیشنهاد وین برای خرید آزادی‌اش را نمی‌پذیرد، چون این کار را به معنی قبول مالکیت میلو می‌داند. در خیابان، میلو ظاهر می‌شود. وین که دوازده هزار و پانصد دلار کم دارد، مقابل میلو می‌ایستد. وقتی وین اسلحه می‌کشد و با میلو درگیر می‌شود، گلوری که نگران جان وین است حاضر می‌شود با میلو برود. اما میلو با دیدن عشق آن دو، گلوری را بدون شرط آزاد می‌گذارد.